# Platja de Llevant (Formentera)
La platja de Llevant està situada a la part nord-est de la petita illa de Formentera. Té 1.450 metres de longitud per 90 metres d'amplària. És una platja aïllada, la composició de la qual és de sorra.

## Descripció
Igual que la platja de Ses Illetes, es caracteritza pel color (blau turquesa) i la transparència de la seva aigua. Actualment, donada la seva riquesa natural, paisatgística i ornitològica, està declarada Àrea Natural d'Especial interès de Ses Salines. Està orientada cap a Llevant, cosa que la fa ser una platja amb una mica més de vent i provoca una mica d'onatge. Disposa de lloguer d'hamaques i para-sols.

## Serveis
- Accés: es fa per una carretera sense asfaltar. S'ha de pagar un peatge d'entrada. Es recomana aparcar al pàrquing del "Bar Tanga".
- Ubicació: està al nord de l'illa, molt a prop del Port de la Savina, just a l'altra banda de Ses Illetes.